# Café Wha?

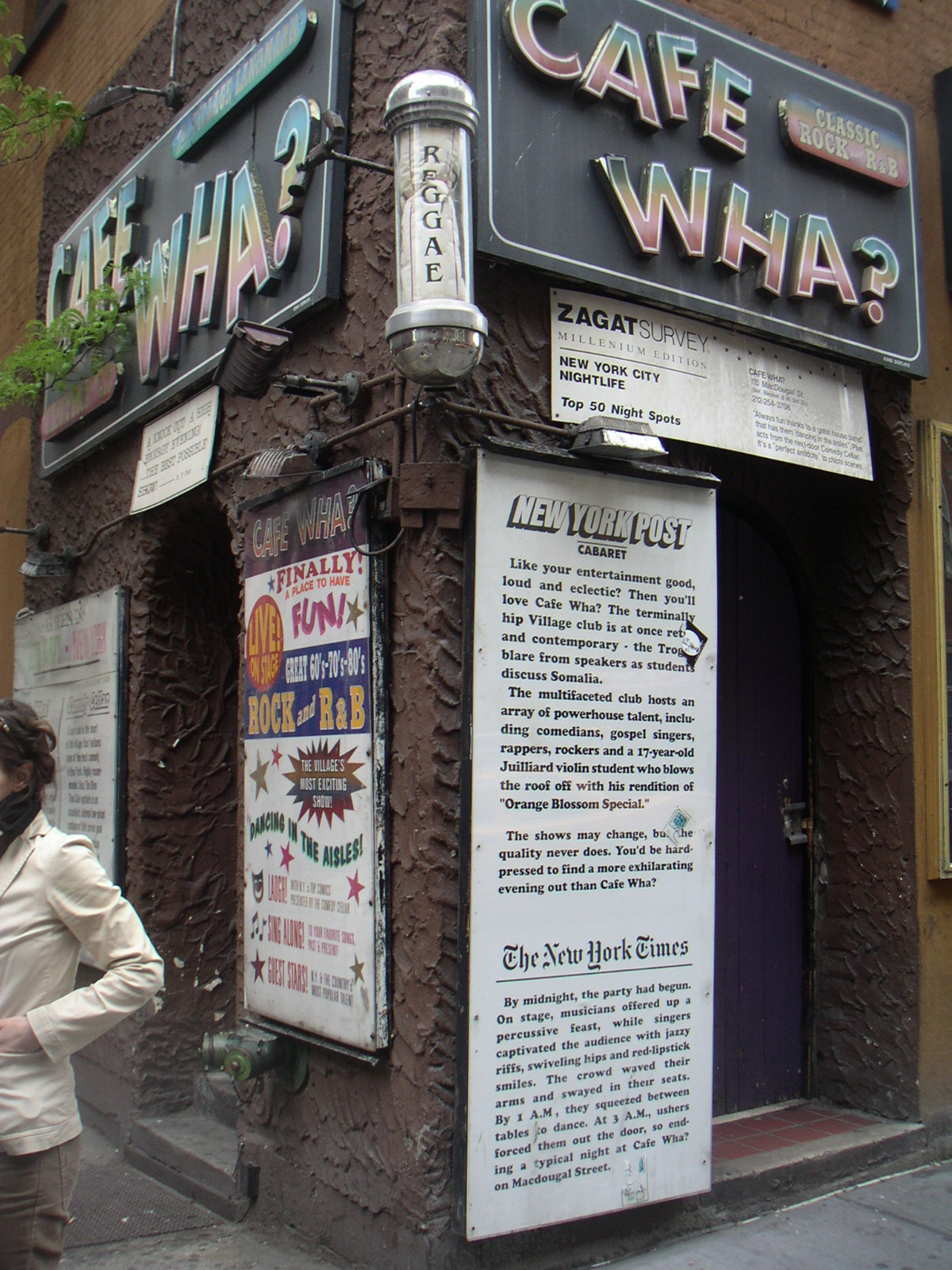
Entrée du Café Wha?

Le Café Wha? est un établissement de Greenwich Village, à Manhattan (New York), ouvert dans les années 1950 et qui connaît une grande popularité au début des années 1960 : c'est un café-concert en « podium libre », un concept qui offre une scène à toute personne qui veut s'y produire.
Il est situé au 115 MacDougal Street, à l'angle avec Minetta Lane, entre Bleecker Street et West 3rd Street, à deux blocs de Washington Square Park.

## Histoire
Chaque artiste avait le droit d'entrer et chanter ou réciter une œuvre : c'est au Café Wha que Fred Neil donne ses premiers concerts, accompagné de Bob Dylan, qui débute sur scène ; c'est là que Tim Rose chante le célèbre Hey Joe de Billy Roberts, que Jimi Hendrix apprend la chanson qui le rendra célèbre (à l'instar de la chanson Dazed and Confused par Jimmy Page) ; qu'Allen Ginsberg  et d'autres artistes de la Beat Generation récitent leurs poèmes ; que Bruce Springsteen, Peter, Paul & Mary, Kool & the Gang, The Velvet Underground, font leurs premières armes. Certains comédiens, parmi lesquels Richard Pryor ou encore Bill Cosby, y ont aussi débuté.